# Văn hóa hàng hải
Văn hoá hàng hải (tiếng Anh: maritime culture; tiếng Nga: морская культура; tiếng Hoa: 海洋文化 - hải dương văn hoá), còn được gọi là văn hóa biển (đảo), có thể được xem là một khái niệm mới và là vấn đề gần đây bắt đầu được thế giới quan tâm nhiều. Có quan niệm cho rằng "Văn hoá biển là hệ thống các giá trị do con người sáng tạo ra và tích lũy được trong quá trình tồn tại lấy biển làm nguồn sống chính".
Cũng có người quan niệm "Văn hóa biển chính là sống với biển, khai thác biển, triết lý và tư duy về biển..."
Mới đây, quan điểm của GS.TS Ngô Đức Thịnh về văn hóa biển, được hiểu như là "hệ thống các tri thức của con người về môi trường biển, các giá trị rút ra từ những hoạt động của con người trong môi trường ấy, cùng với nó là những cảm thụ, hành vi ứng xử, nghi lễ, tập tục, thói quen của con người tương thích với môi trường biển".

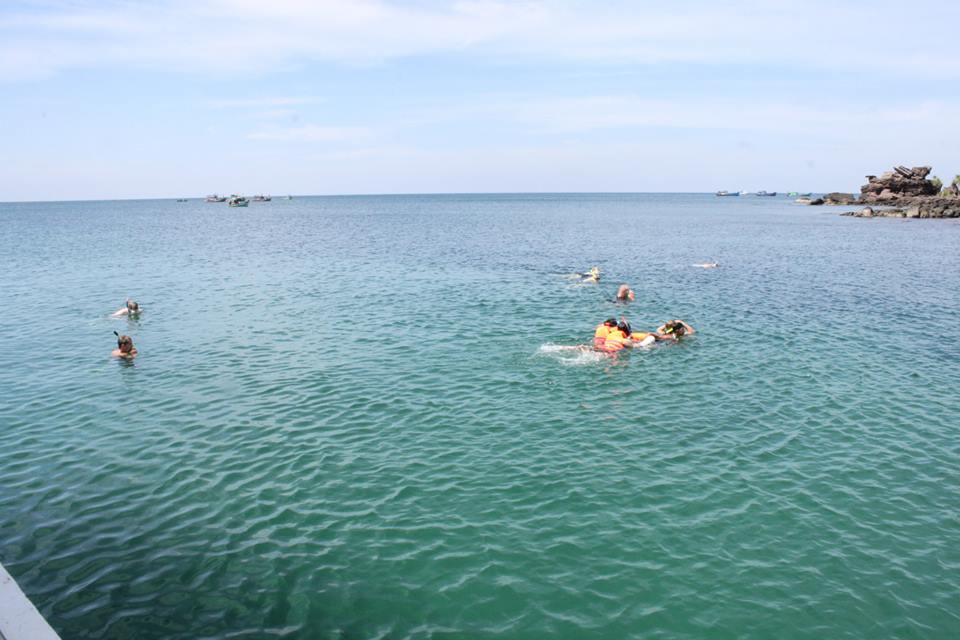
hoạt động ven biển Phú Quốc, tỉnh Kiên Giang, Việt Nam

## Lịch sử khái niệm
Các nghiên cứu chỉ ra sự hình thành của khái niệm văn hóa biển, hay văn hóa biển đảo xuất phát từ thế kỷ trước, nhưng vài thập niên gần đây có biểu hiện rõ nét hơn. Thuật ngữ này được các quốc gia sử dụng khi các thách thức phải đối mặt với cạn kiệt tài nguyên, ô nhiễm môi trường biển, biến đổi khí hậu, nhất là do vấn đề tranh chấp chủ quyền biển. Về nguồn gốc ngôn ngữ thì Văn hóa biển xuất hiện trong tiếng Anh là "marine culture", hoặc "sea culture", lý do các quốc gia châu Âu có quá trình khám phá từ sớm đối với nhiều vùng biển, và đặt chủ quyền cho nó. Ở châu Á, người Hoa có cách hiểu đầu tiên về thuật ngữ này với nghĩa là "hải dương văn hóa". Tuy nhiên, cho đến nay cũng chưa có nghiên cứu nào xác định thuật ngữ văn hóa biển được nói đến ở quốc gia nào cụ thể.
Có thể nói rằng, khát vọng chinh phục biển cả của nhiều dân tộc có biển khác trên thế giới bộc lộ một cách mạnh mẽ thông qua những hành động mạo hiểm, vượt đại dương như những thủy thủy Bắc Âu (Vikings thế kỷ VIII – XI) ngang dọc trên sóng nước Bắc Đại Tây Dương, phát hiện ra đảo Island (thế kỷ IX). Christophoro Colombo sau bốn lần ra đi đã tìm ra châu Mỹ (cuối thế kỷ XV); Magellan với cuộc hải du vòng quanh thế giới (thế kỷ XVI) lưu danh suốt đời với eo biển mang tên người anh hùng của biển…

## Di sản văn hóa biển
Di sản văn hóa biển được đánh giá và rút ra bởi quá trình khám phá cách hiểu riêng của mỗi quốc gia về văn hóa biển cùng với các truyền thống văn hóa riêng của họ. Nghiên cứu của Nhà báo Nguyễn Thành Luân, trong "Di sản văn hóa biển qua hoạt động truyền thông của báo Đại Đoàn Kết" bước đầu phác họa về giá trị di sản của khái niệm này. Tác giả này phân loại Di sản văn hóa biển là một thành tố nằm trong di sản văn hóa của một quốc gia. Đó là một hệ thống gồm di sản văn hóa vật thể và phi vật thể, tuy nhiên được xem xét ở không gian và thời gian cụ thể hơn, là văn hóa biển của từng truyền thống văn hóa.
Một số nghiên cứu khác khi đi cụ thể vào văn hóa biển của Việt Nam, rút ra những mối quan hệ với biển của người Việt, nhưng chỉ ra đặc điểm cách hiểu chủ yếu vẫn là ở biển cận duyên. "Biển cận duyên" là khái niệm được dùng để phân biệt với "biển đại dương". Tương ứng với "biển cận duyên" là cách gọi quen thuộc "ra khơi, vào lộng" trong dân gian Việt để chỉ tầm hoạt động khai thác trên biển truyền thống. Trong những năm gần đây, đã có những bước chuyển mới trong việc khai thác hải sản. Người dân Việt đang chuyển từ quai đê lấn biển, "ngọt hoá" đất bồi để trồng cói, trồng lúa sang "lợ hoá" đất ven biển để nuôi trồng thủy sản. Dự án đánh bắt xa bờ đang được xây dựng và thực hiện nhằm vượt ra khỏi phạm vi "khơi" và "lộng". Bước đầu tiếp cận với biển đại dwong, rất nhiều khó khăn, bất cập đang tồn tại. Khái niệm "vươn ra biển lớn" trở thành phương châm phát triển không chỉ trong phạm vi kinh tế biển, mà còn được sử dụng rộng rãi trong văn hoá, xã hội, kinh tế chung của đất nước trong thời kỳ hội nhập.

## Văn hóa biển đảo Việt Nam
Việt Nam với chiều dài hơn ba nghìn cây số đường biển và tương đương với con số ấy là các đảo và quần đảo. Dân cư sống trên những vùng đất ấy khá đông đúc và lâu đời nên đã để lại một kho tàng di sản văn hóa biển đảo vô cùng lớn lao và cũng vô cùng giá trị. Nói về Văn hóa biển đảo hay hẹp hơn là Di sản văn hóa biển đảo, trong đó bao hàm cả vùng duyên hải, gồm hai hợp phần, đó là văn hóa vật thể và văn hóa phi vật thể. Văn hóa vật thể là những sáng tạo của con người được tồn tại dưới dạng thức vật chất. Văn hóa phi vật thể tồn tại nghiêng về giá trị tinh thần. Nhiều khi, giá trị vật thể và phi vật thể không có làn ranh phân cách.
"Những di tích văn hóa thời kỳ lịch sử, bao gồm các vạn chài, các công trình tôn giáo tín ngưỡng, các vùng đất khai hoang lấn biển, các hệ thống đồn bảo phòng thủ, các thương cảng cổ, đê biển và ấn chương… được phát hiện đậm đặc, suốt từ Móng Cái đến mũi Cà Mau, như là những minh chứng cho quá trình chinh phục chiếm lĩnh và làm chủ vùng cận duyên và hải đảo của cha ông ta, mà những nhà nghiên cứu Mỹ đã có lý khi lấy tên cho một cuộc trưng bầy Việt Nam ở Hoa Kỳ "Từ đồng bằng ra biển lớn", thông qua di sản văn hóa Việt Nam trong suốt chiều dài hàng ngàn năm lịch sử.
Những di sản văn hóa vật thể biển Việt Nam còn được biểu hiện thông qua tàn tích các con tàu đắm cổ, đã được phát hiện, khai quật và báo dẫn khá dầy đặc trên vùng lãnh hải nước ta. Hàng hóa trên tàu không chỉ có nguồn gốc, xuất xứ Việt Nam mà còn nhiều quốc gia khác trong khu vực và trên thế giới, đã chứng minh vị trí, vai trò của Việt Nam và biển Việt Nam trên con đường hàng hải quốc tế mà các cảng ven bờ, các đảo ngoài khơi luôn là điểm dừng chân lý tưởng cho các thuyền buôn lưu trú, lấy nước ngọt qua những chuyến đi biển dài ngày.
Di sản văn hóa biển đảo Việt Nam còn là những bộ sách sử, những châu bản, mộc bản, bản đồ, hải đồ, trong đó nổi bật là Châu bản triều Nguyễn vừa được UNESCO vinh danh là di sản ký ức thế giới, hẳn là những tài liệu vô cùng có ý nghĩa góp phần khẳng định chủ quyền của đất nước ta, nhân dân ta với hai quần đảo Trường Sa và Hoàng Sa.
Văn hóa phi vật thể trong kho tàng di sản văn hóa biển đảo Việt Nam vô cùng phong phú, được biểu hiện dưới nhiều dạng thức. Đó là những kinh nghiệm sống và làm ăn của cư dân được tích tụ và truyền lại từ nhiều thế hệ. Đó là những tri thức được tích lũy và ứng dụng thông qua sinh hoạt thường nhật và lao động sản xuất mùa vụ. Đó là những tín ngưỡng, dân ca, truyền thuyết, thần thoại được sáng tạo và hội nhập từ nhiều nền văn hóa và văn minh, qua bao thế hệ của lợi thế vị trí biển đảo đem lại. Tuy nhiên, lễ hội vẫn là một sáng tạo đặc biệt có ý nghĩa của hầu hết cộng đồng cư dân, nhưng với cư dân biển đảo Việt Nam, có một điều thiêng liêng lạ kỳ, mà Lễ khao lề thế lính Hoàng Sa ở huyện đảo Lý Sơn (Quảng Ngãi), gắn với việc thực thi chủ quyền Tổ quốc ở quần đảo Hoàng Sa là một trong nhiều ví dụ điển hình nhất"

## Gìn giữ và bảo tồn
Hiện nay có những hoạt động gìn giữ và bảo tồn văn hóa biển ở Việt Nam, ngoài ra kinh tế biển cũng được dự báo sẽ đêm về cho GDP quốc gia hơn 50% giá trị của tất cả các ngành nghề.
Một số chuyên gia cũng có ý tượng tận dụng văn hóa biển như một nguồn thu cho du lịch, từ việc bảo tồn và phục dựng nó. PGS.TS Phan An, nhà nghiên cứu từ TP HCM tham vấn đối với lãnh đạo của 4 địa phương trong tiểu vùng cần sớm có các kế hoạch cụ thể cho việc liên kết phát triển vùng, trong đó có lĩnh vực du lịch. Theo nhà nghiên cứu này, hiện nay dọc ven biển của các tỉnh như Trà Vinh, Bến Tre, Tiền Giang có rất nhiều các đình chùa, tín ngưỡng thờ, các hoạt động lễ hội của người Việt, Khmer, Chăm, Hoa,…có thể đưa vào việc quảng bá, phát triển thành các loại hình, sản phẩm du lịch mang tính đặc thù để thu hút du khách. Còn GS Chung Hoàng Chương, từ đại học USSH thì góp ý các tỉnh trong tiểu vùng duyên hải có không gian văn hóa sông nước, gắn với các giá trị của các nền văn hóa biển và văn hóa lúa nước, chính là các tài nguyên riêng có, hiếm nơi nào có được, và cần được phát huy để liên kết.